# 三久保町
三久保町（さんくぼちょう）は、埼玉県川越市の町名。郵便番号は350-0054。

## 地理
川越市の中心部に位置する。北側で大手町と郭町、東側で小仙波町、南側で久保町、西側で松江町と接する。
全域が宅地化されており、図書館や郵便局などの公共施設も点在する。

## 歴史
地名の由来として、川越城の外曲輪を作る際に土が不足し、この地から土を取ったため周囲より低くなった（窪地）という記録が残っている。川越十ヵ町には含まれなかったが、それに準じる古い町であったという。もとは農家や商人の住む町であったが、1682年（天和2年）に火災があった後に武家の住む屋敷町になった。
古地図では東西に走る2つの通り沿いに北久保町と南久保町が、また南北に走る道沿いに竪久保町があり、これが現在の三久保町の由来である。
また、竪久保町の東側にはかつて清水町があった（現在高階地区にある清水町とは異なる）。この地にはかつて湧き水があり、徳川家康が川越に来訪した際にその水を褒めて地名とするよう命じたことが由来との伝承がある。
明治期に入ると、1904年（明治37年）竪久保町に石炭を燃料とした川越火力発電所が建設され、埼玉県で最初の配電線による電灯供給が始まった。2年後の1906年、この電力を利用した川越電気鉄道が川越と大宮の間に開通し、清水町には川越側の終着駅である川越久保町駅が設置された。さらに、1908年（明治41年）には北久保町に石川組製糸（のち、埼玉製糸を経て埼玉繊維工業所有）の川越工場が建設され、生糸の生産が行われた。
1962年8月1日に町名地番整理が実施され、現在の三久保町の町域が確定した。このとき、旧北久保町を形成していた東西に延びる通りの北側は、郭町と大手町に分離統合された。
1968年には、それまで仲町にあった川越郵便局が埼玉繊維工業川越工場の跡地西側部分に移転した。同跡地の東側部分は市役所職員用駐車場となっていたが老朽化した市立図書館の移転先となり、1984年に落成・開館した

## 交通
駅は地区内にはない。最寄り駅は川越線川越駅、東武東上線川越駅、東武東上線川越市駅、西武新宿線本川越駅
となっている。
バス路線については、市内で運行されている東武・西武・川越シャトルのいずれも、町内を経由せず停留所もない。イーグルバスの小江戸巡回バスが町内を通過するが、停留所はない。

## 施設
- 川越郵便局
- 川越中央公民館
- 川越市立中央図書館
- 永島家住宅
- 川越市上下水道局